# Elvis Herselvis
Elvis Herselvis (n. 1965) es el nombre artístico de la actriz y cantante estadounidense Leigh Crow, cuyo ascenso a la exposición internacional fue actuando como imitadora femenina de Elvis Presley. Crow todavía actúa como Elvis Herselvis en ocasiones y también canta, actúa y performa con regularidad; incluso actúa con la banda femenina de rockabilly llamada The Mighty Slim Pickins.
Elvis Herselvis, que reside en San Francisco, se identifica como una "imitadora femenina de Elvis" y un "Drag King" y ha estado evocando al Rey del Rock and Roll durante varios años. "Elvis Herselvis & the Straight White Males" fue uno de los actos de imitación de Elvis más originales e innovadores, recordando a Elvis Presley con su sensual vibrato, mientras se secaba el sudor de la frente con las bragas de sus devotos fans. La intérprete incluso "satiriza a los imitadores de Elvis e incluye en su acto una discusión sobre el problema de las drogas de Elvis y sus inclinaciones sexuales". La extraña interpretación de Crow la ha convertido en una artista popular en los clubes queer y en el circuito de cabaret alternativo de Estados Unidos. En 1993 también realizó una gira por Australia.
Según Crow, Elvis Presley ocupa un lugar importante entre los íconos lésbicos. Ella dice,

Los hombres heterosexuales se sienten muy intimidados por una mujer que imita a Elvis. Es uno de los últimos bastiones de la masculinidad: el derecho a "hacer" de Elvis. ... Personalmente, creo que él era muy afeminado; en los años 50 usaba maquillaje y se vestía de rosa en el escenario, cuando ese comportamiento era impensable para un hombre heterosexual.

Los hombres tenían un poco más de glamour en ese entonces. Elvis estaba muy arreglado y tenía un lado definitivamente femenino. Los ídolos adolescentes de los años cincuenta y sesenta funcionan para las lesbianas porque eran los rebeldes sensibles, el niño perdido. Encajan en una imagen que no es realmente masculina, sino muy soñadora. Elvis va a convertirse en el ícono lésbico, como Marilyn lo es para los chicos. Como k.d. lang, toda la imagen que ella tiene, creo que de ahí viene.

Cuando los organizadores de la Segunda Conferencia Internacional de Elvis Presley, celebrada en la Universidad de Mississippi, Oxford, Mississippi, en agosto de 1996, invitaron a Elvis Herselvis a actuar en la conferencia, el organizador de la conferencia, el profesor Vernon Chadwick, "trató de poner a prueba los límites de la raza, la clase, la sexualidad y la propiedad...". Opinaba que "la conferencia debe cumplir "con todas las leyes aplicables en materia de acción afirmativa e igualdad de oportunidades en todas sus actividades y programas y no discrimina a nadie protegido por la ley debido a su edad, credo, color, origen nacional, raza, religión, sexo, discapacidad, veterano u otra condición". Aunque estas intenciones eran ampliamente conocidas, varios ministros bautistas locales se quejaron ante el alcalde de Tupelo por la inclusión de Elvis Herselvis en el programa de la conferencia y trataron de bloquear la financiación de la conferencia. Las preocupaciones de la iglesia fueron apoyadas por el organizador del lugar de nacimiento y museo de Elvis, y luego Elvis Presley Enterprises (EPE) siguió su ejemplo. Chadwick, organizador de la conferencia, argumentó que estas acciones "se vuelven realmente interesantes cuando se agrega todo el racismo indígena, la homofobia y la distinción de clases que Elvis sufrió en el Sur y a lo largo de su carrera". Chadwick recibió una carta formal, pero diplomática, del funcionario de licencias de EPE que retiraba formalmente su apoyo a la conferencia". 
En un artículo titulado "Mujeres que 'hacen de Elvis': autenticidad, masculinidad y mascarada" y presentado el 19 de febrero de 2006 en la conferencia sobre el estudio de la música popular en Nashville, Tennessee, la investigadora de la Universidad de Cornell Francesca Brittan abordó el tema de las imitadoras femeninas de Elvis Presley, como Elvis Herselvis, y las encontró "exageradas, descaradas y, a menudo, inquietantemente convincentes".